# Lerdo de Tejada, Altotonga
Lerdo de Tejada är en ort i Mexiko.   Den ligger i kommunen Altotonga och delstaten Veracruz, i den sydöstra delen av landet, 200 km öster om huvudstaden Mexico City. Lerdo de Tejada ligger 2 400 meter över havet och antalet invånare är 667.
Terrängen runt Lerdo de Tejada är varierad. Runt Lerdo de Tejada är det ganska tätbefolkat, med 108 invånare per kvadratkilometer. Närmaste större samhälle är Teziutlan, 19,0 km nordväst om Lerdo de Tejada. I omgivningarna runt Lerdo de Tejada växer i huvudsak blandskog.